# Étoile de Bessèges 1993
L'Étoile de Bessèges 1993, ventitreesima edizione della corsa, si svolse dal 3 al 7 febbraio su un percorso di 656 km ripartiti in 5 tappe. Fu vinta dal francese Armand De Las Cuevas della Banesto davanti al belga Jean-Pierre Heynderickx e al francese Charly Mottet.

## Tappe
| Tappa  | Data       | Percorso                     | km  | Vincitore di tappa   | Leader cl. generale  |
| ------ | ---------- | ---------------------------- | --- | -------------------- | -------------------- |
| 1ª     | 3 febbraio | Nîmes > Les Fumades          | 124 | Jean-Paul van Poppel | Jean-Paul van Poppel |
| 2ª     | 4 febbraio | Le Vigan > Le Vigan          | 140 | Armand De Las Cuevas | Armand De Las Cuevas |
| 3ª     | 5 febbraio | Joyeuse > Joyeuse            | 126 | Eric Vanderaerden    | Armand De Las Cuevas |
| 4ª     | 6 febbraio | Vergèze > Vergèze            | 130 | Jean-Paul van Poppel | Armand De Las Cuevas |
| 5ª     | 7 febbraio | Molières-sur-Cèze > Bessèges | 136 | Jean-Pierre Dubois   | Armand De Las Cuevas |
| Totale | Totale     | Totale                       | 656 |                      |                      |

## Dettagli delle tappe

### 1ª tappa
- 3 febbraio: Nîmes > Les Fumades – 124 km

| Pos. | Corridore            | Squadra       | Tempo    |
| ---- | -------------------- | ------------- | -------- |
| 1    | Jean-Paul van Poppel | Festina       | 3h18'58" |
| 2    | Frédéric Moncassin   | Wordperfect   | s.t.     |
| 3    | Johan Capiot         | TVM-Bison Kit | s.t.     |

| Pos. | Corridore            | Squadra | Tempo |
| ---- | -------------------- | ------- | ----- |
| 1    | Jean-Paul van Poppel | Festina |       |

### 2ª tappa
- 4 febbraio: Le Vigan > Le Vigan – 140 km

| Pos. | Corridore               | Squadra   | Tempo |
| ---- | ----------------------- | --------- | ----- |
| 1    | Armand De Las Cuevas    | Banesto   |       |
| 2    | Jean-Pierre Heynderickx | Collstrop | a 11" |
| 3    | Charly Mottet           | Novemail  | s.t.  |

| Pos. | Corridore            | Squadra | Tempo |
| ---- | -------------------- | ------- | ----- |
| 1    | Armand De Las Cuevas | Banesto |       |

### 3ª tappa
- 5 febbraio: Joyeuse > Joyeuse – 126 km

| Pos. | Corridore         | Squadra       | Tempo    |
| ---- | ----------------- | ------------- | -------- |
| 1    | Eric Vanderaerden | Wordperfect   | 3h08'05" |
| 2    | John Talen        | TVM-Bison Kit | a 1"     |
| 3    | Eddy Seigneur     | Gan           | a 8"     |

| Pos. | Corridore            | Squadra | Tempo |
| ---- | -------------------- | ------- | ----- |
| 1    | Armand De Las Cuevas | Banesto |       |

### 4ª tappa
- 6 febbraio: Vergèze > Vergèze – 130 km

| Pos. | Corridore            | Squadra     | Tempo    |
| ---- | -------------------- | ----------- | -------- |
| 1    | Jean-Paul van Poppel | Festina     | 3h15'21" |
| 2    | Eric Vanderaerden    | Wordperfect | s.t.     |
| 3    | Mario De Clercq      | Lotto-Caloi | s.t.     |

| Pos. | Corridore            | Squadra | Tempo |
| ---- | -------------------- | ------- | ----- |
| 1    | Armand De Las Cuevas | Banesto |       |

### 5ª tappa
- 7 febbraio: Molières-sur-Cèze > Bessèges – 136 km

| Pos. | Corridore                 | Squadra     | Tempo    |
| ---- | ------------------------- | ----------- | -------- |
| 1    | Jean-Pierre Dubois        | Lotto-Caloi | 3h33'46" |
| 2    | Francisco San Roma Martin | Banesto     | s.t.     |
| 3    | Ronan Pensec              | Novemail    | s.t.     |

| Pos. | Corridore               | Squadra   | Tempo     |
| ---- | ----------------------- | --------- | --------- |
| 1    | Armand De Las Cuevas    | Banesto   | 16h53'06" |
| 2    | Jean-Pierre Heynderickx | Collstrop | a 11"     |
| 3    | Charly Mottet           | Novemail  | s.t.      |

## Classifiche finali

### Classifica generale
| Pos. | Corridore                | Squadra                        | Tempo     |
| ---- | ------------------------ | ------------------------------ | --------- |
| 1    | Armand De Las Cuevas     | Banesto                        | 16h53'06" |
| 2    | Jean-Pierre Heynderickx  | Collstrop-Assur Carpets        | a 11"     |
| 3    | Charly Mottet            | Novemail-Histor-Laser Computer | s.t.      |
| 4    | Danny Daelman            | Wordperfect                    | a 23"     |
| 5    | Herman Frison            | Lotto-Caloi                    | s.t.      |
| 6    | Thierry Claveyrolat      | Gan                            | s.t.      |
| 7    | Ramon Antonio Rota Munoz | Kelme                          | a 24"     |
| 8    | Bart Voskamp             | TVM-Bison Kit                  | s.t.      |
| 9    | Christian Chaubet        | Chazal-Vetta-MBK               | a 29"     |
| 10   | Dante Rezze              | Castorama                      | s.t.      |